# Chromatonema erythrogonon
Chromatonema erythrogonon är en nässeldjursart som först beskrevs av Bigelow 1909.  Chromatonema erythrogonon ingår i släktet Chromatonema och familjen Tiarannidae. Inga underarter finns listade i Catalogue of Life.